# Cafea

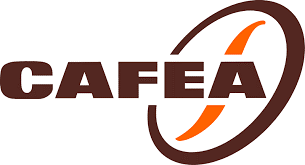
Logo der Holding Cafea

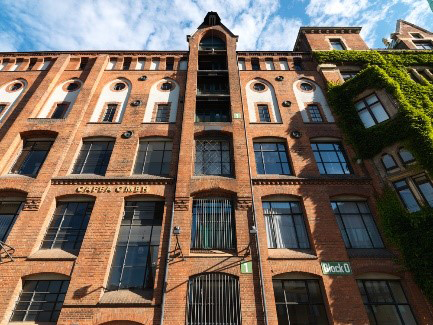
Cafea Büros in Hamburg

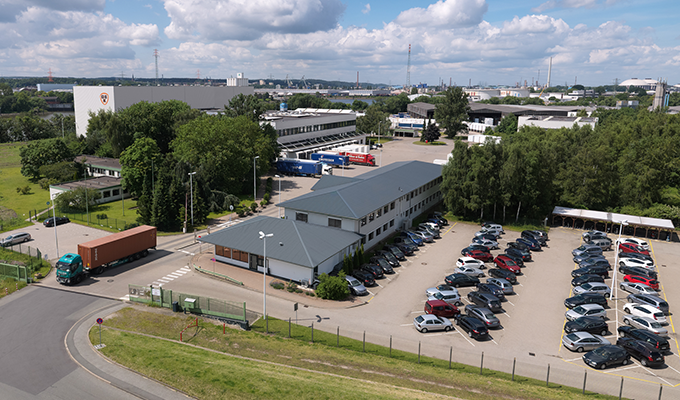
DEK in Hamburg

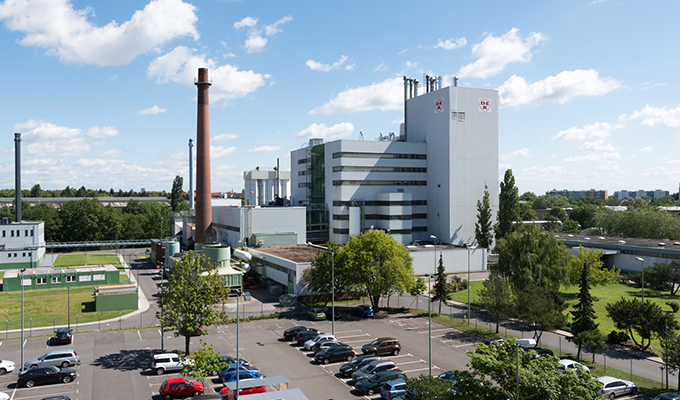
DEK in Berlin

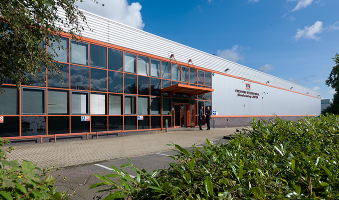
CAFEA UK in Dunstable

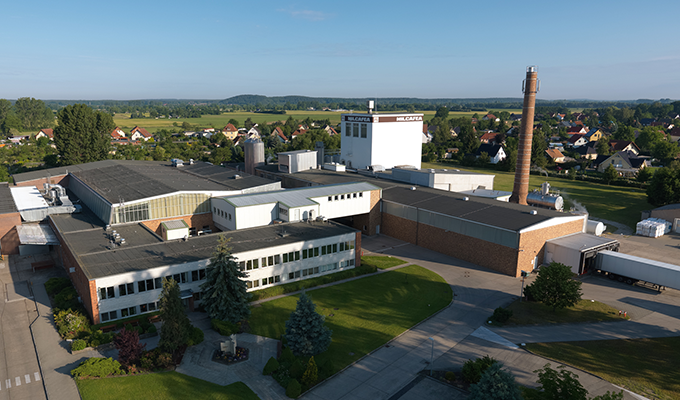
MILCAFEA in Rathenow

Cafea ist eine in Hamburg ansässige Holding im Bereich des Kaffeehandels, deren Geschichte auf das Jahr 1922 zurückgeht. Neben der Koordinierung der Tochterunternehmen fallen die Rohkaffee-Einkäufe in den Aufgabenbereich der Cafea.
Neben der Deutsche Extrakt Kaffee (DEK) in Hamburg sind die DEK Deutsche Extrakt Kaffee in Berlin, EDEL in Lüttich, Milcafea in Rathenow, CAFEA UK in Dunstable, die GRANA in Skawina und CREMILK in Kappeln Teil der Holding. In der Firmengruppe sind etwa 1500 Mitarbeiter beschäftigt.
Um die DEK entstand bis 1981 eine Anzahl international tätiger Unternehmen. Diese wurden im Jahr 1981 unter der Holding KORD zusammengefasst. 2007 wurde die KORD in die „CAFEA“ umbenannt.
1993 wurde die Milcafe GmbH in Rathenow gegründet. Sie hatte Stand September 2008 143 Mitarbeiter.
Mitte der 1990er Jahre wurde eine staatliche Anlage in Venezuela an die Gruppe verkauft und stellte seitdem als „CAFEA“ Produkte für den Export her. Im Mai 2009 besetzten die Angestellten von CAFEA das Werk, nach dem es fünf Monate lang stillgelegt war. Die Arbeit ruhte, da das Werk keine staatliche Importgenehmigung für Rohkaffee aus Costa Rica erhielt.
In Hamburg, Berlin, Rathenow und Lüttich sind die Niederlassungen jeweils in der „Cafeastraße“ angesiedelt.

## Weblinks

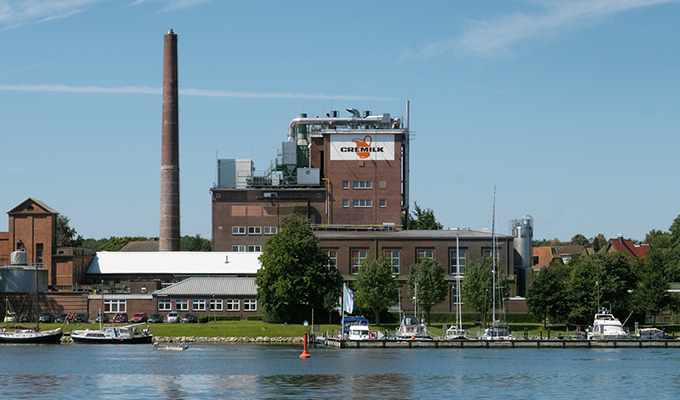
CREMILK in Kappeln

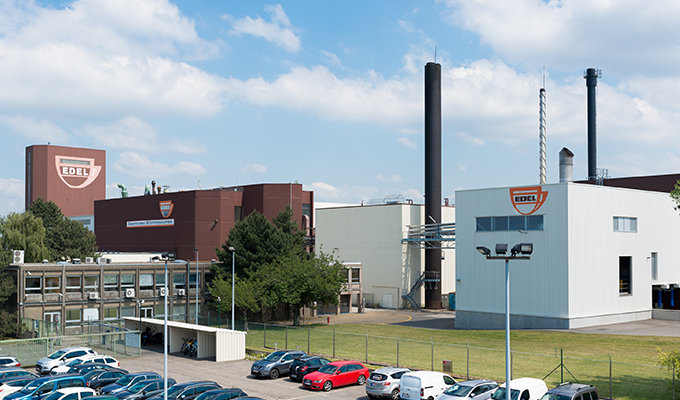
EDEL in Liege / Lüttich

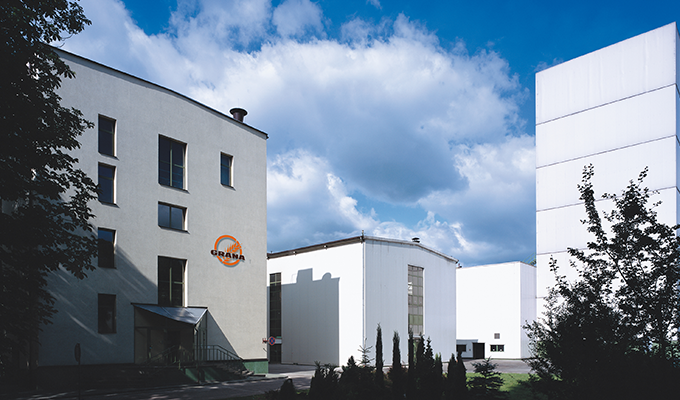
GRANA in Skawina

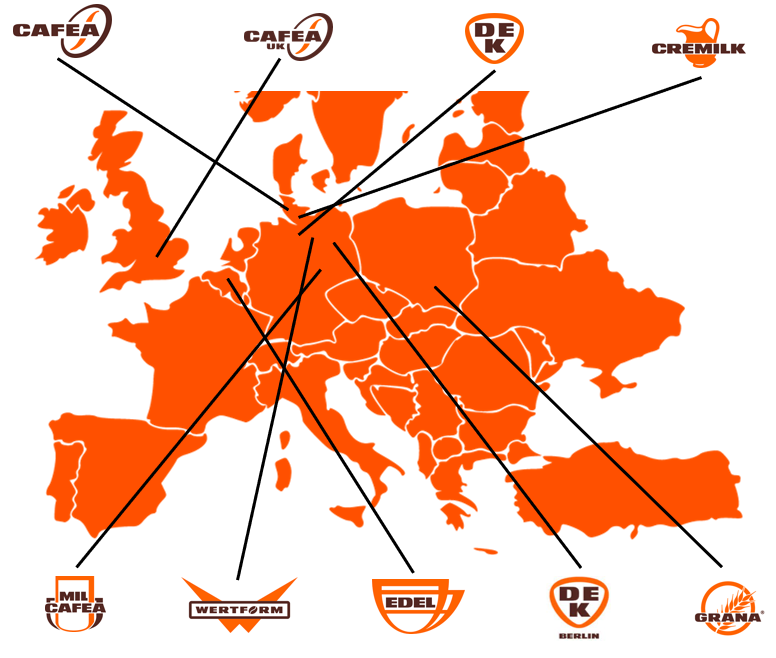
Map of CAFEA group